# 藤田康夫
藤田 康夫（ふじた やすお、1950年11月11日 - ）は、千葉県出身の元野球選手（投手）、野球指導者。

## 経歴
千葉県山武郡成東町（現在の山武市）出身。成東高校では2年生の時、1967年夏の甲子園県予選を勝ち抜き、東関東大会準決勝に進出するが、竜ヶ崎一高に敗退。1学年上に中村勝広がいた。翌1968年夏も県予選準々決勝に進出するが、宇佐美和雄、後に社会人野球で同僚となる長谷川勉の両投手を擁する木更津中央高に敗れる。1968年ドラフト会議でロッテオリオンズに11位指名を受けるが拒否。
卒業後は中央大学に進学。東都大学野球リーグでは在学中2度優勝。1972年春季リーグではエースとして6勝1敗と活躍。藤波行雄、佐野仙好ら打線の援護もあり、チームを優勝に導き、最高殊勲選手、最優秀投手、ベストナインに選出された。直後の全日本大学野球選手権大会では準決勝で慶大に敗退。同年の第1回日米大学野球選手権大会日本代表となり第4戦で完投勝利、日本の初優勝に貢献する。1学年上に山本和行（亜大）、杉山重雄（駒大）両投手がおり、左腕同士の対決はリーグの呼び物であった。
大学卒業後は日産自動車に入社。1973年の都市対抗では長谷川勉、河本昭人（本田技研から補強）と強力投手陣を組む。1回戦で松下電器の山口高志と投げ合い完封勝利。その後も勝ち進み決勝では日本鋼管と対戦するが、大敗を喫し準優勝にとどまる。他のチームメイトに捕手の須藤和彦、一塁手の倍賞明がいた。これを含め都市対抗には6回出場、1979年には名取和彦との二本柱で準決勝に進出するが、熊谷組に敗退。また1973年にイタリアで開催された第1回インターコンチネンタルカップ日本代表となり、プエルトリコを破り優勝している。
現役引退後は日産自動車で投手コーチとなり、中央大学、大正大学などで臨時コーチも務めた。2014年から専修大学野球部のコーチを務めた。

## 著書
- 「野球ステップアップシリーズ　ピッチング編」 ベースボール・マガジン社、2011年